# Castroverde de Campos
Castroverde de Campos ist ein nordwestspanischer Ort und eine Gemeinde (municipio) mit 256 Einwohnern (Stand: 2024) im Osten der Provinz Zamora in der Autonomen Gemeinschaft Kastilien-León.

## Lage und Klima
Castroverde de Campos liegt in der kastilisch-leonesischen Hochebene in einer Höhe von etwa 705 m. Die Provinzhauptstadt Zamora befindet sich ca. 55 Kilometer südwestlich. Das Klima im Winter ist durchaus kalt, im Sommer dagegen warm bis heiß; die spärlichen Regenfälle (ca. 471 mm/Jahr) fallen verteilt übers ganze Jahr.

## Bevölkerungsentwicklung
| Jahr      | 1970 | 1981 | 1991 | 2001 | 2011 | 2021 |
| Einwohner | 849  | 610  | 478  | 403  | 365  | 270  |

Der deutliche Bevölkerungsrückgang in der zweiten Hälfte des 20. Jahrhunderts ist im Wesentlichen auf die Mechanisierung der Landwirtschaft, die Aufgabe bäuerlicher Kleinbetriebe („Höfesterben“) und den damit einhergehenden Verlust von Arbeitsplätzen zurückzuführen.

## Sehenswürdigkeiten
- Konvent zur Unbefleckten Empfängnis
- Marienkirchen (Iglesia de Santa María de la Sagrada und Iglesia de Santa María del Río)
- Nikolauskirche
- Christuskapelle

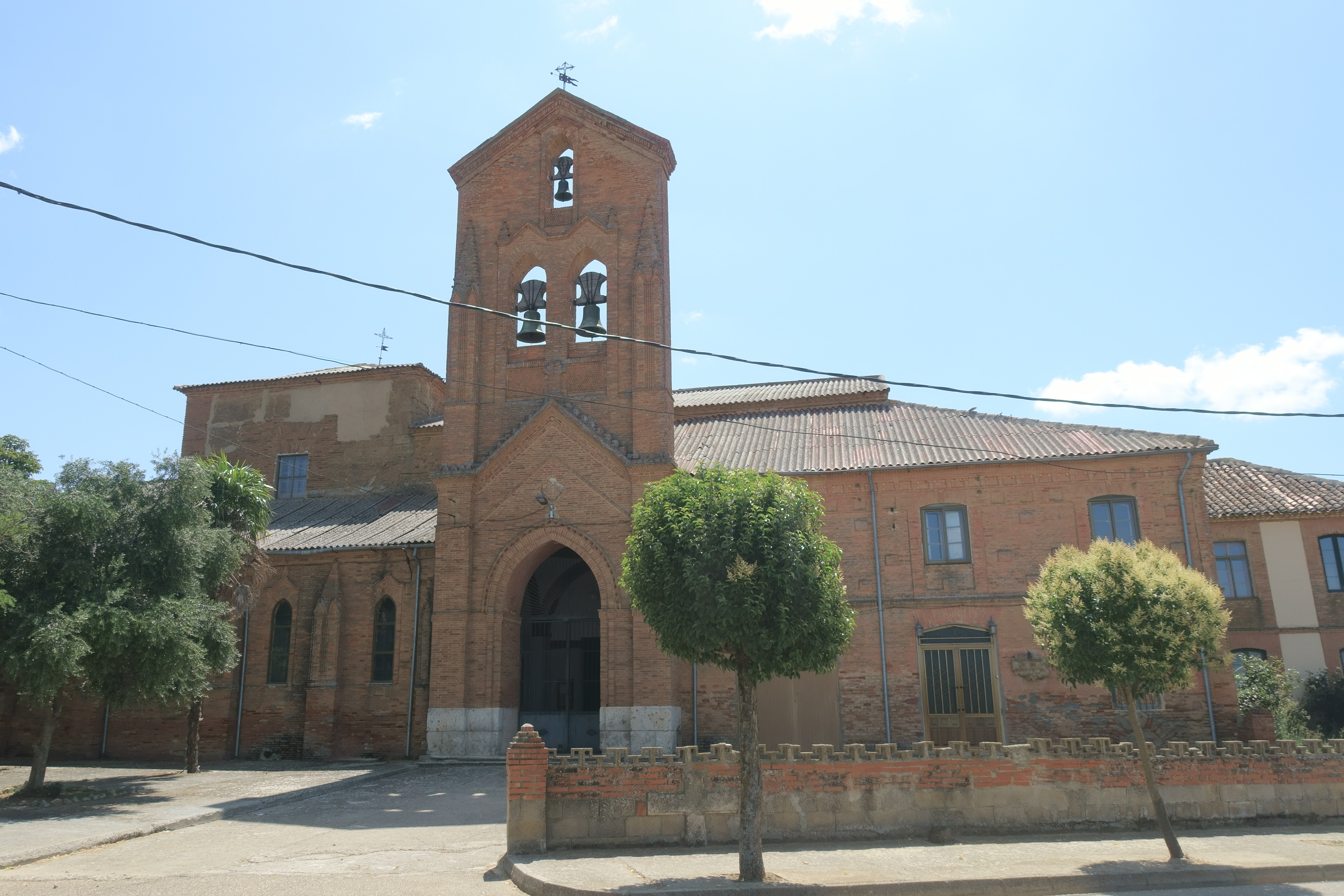
Konvent
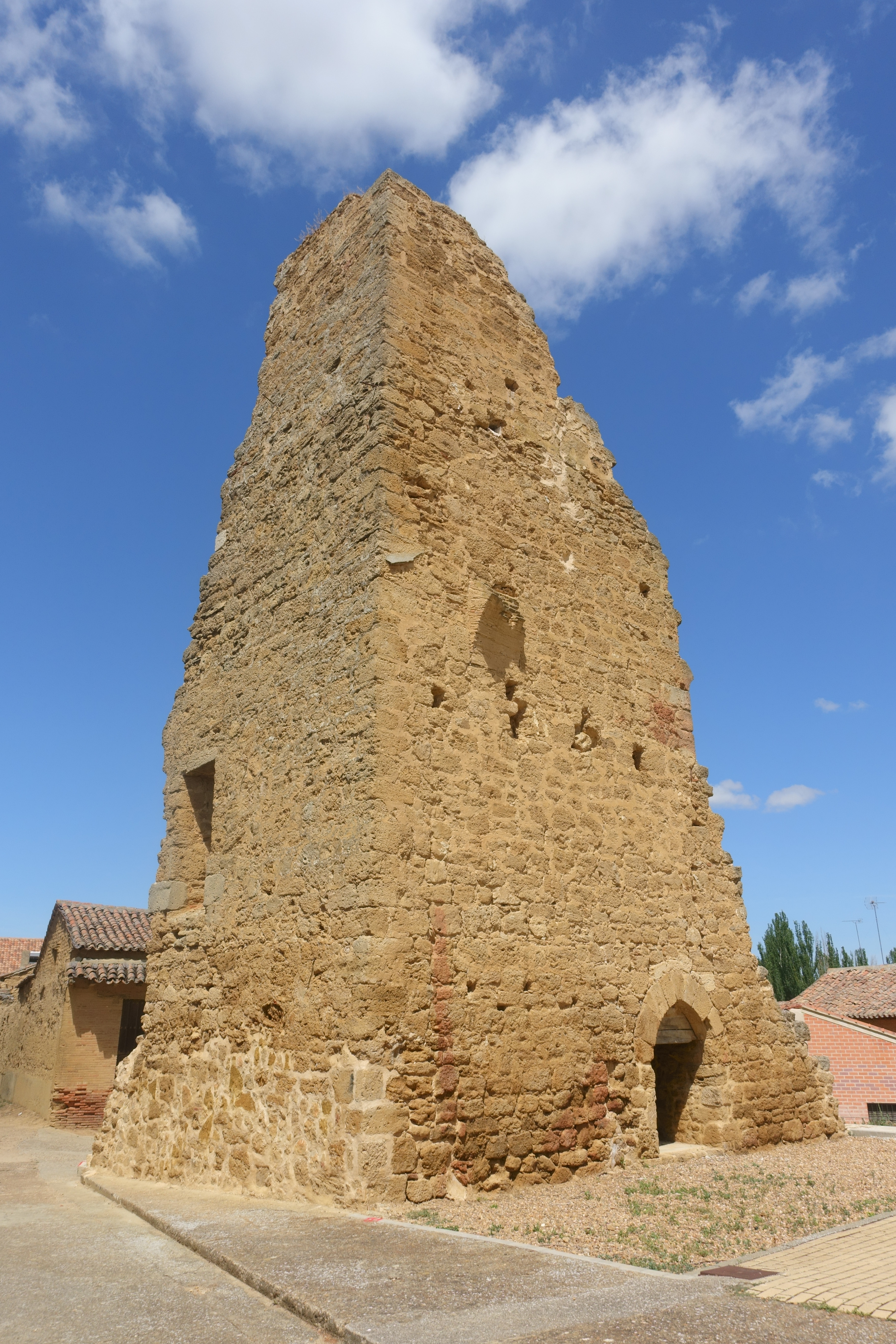
Marienkirche
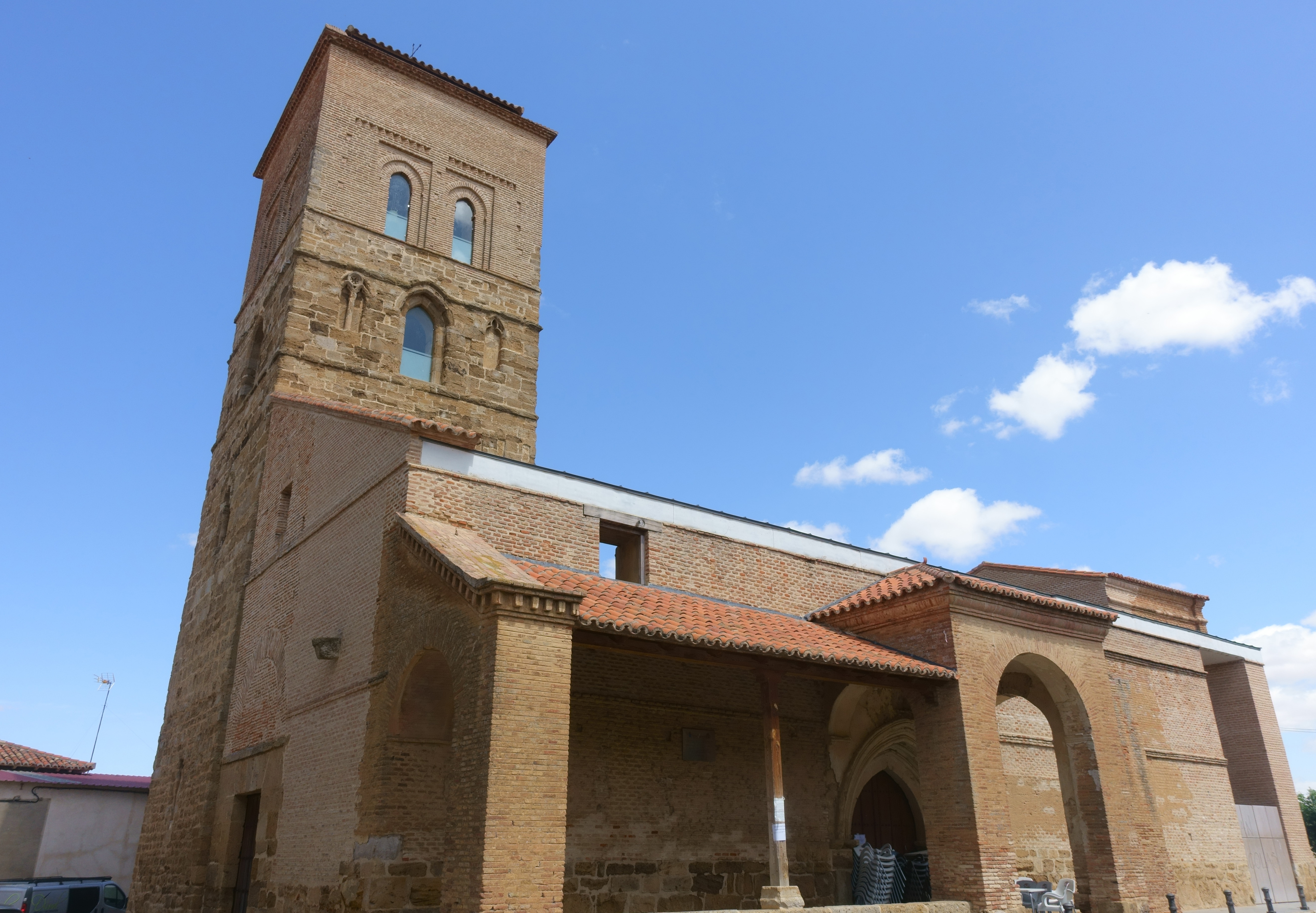
Nikolauskirche
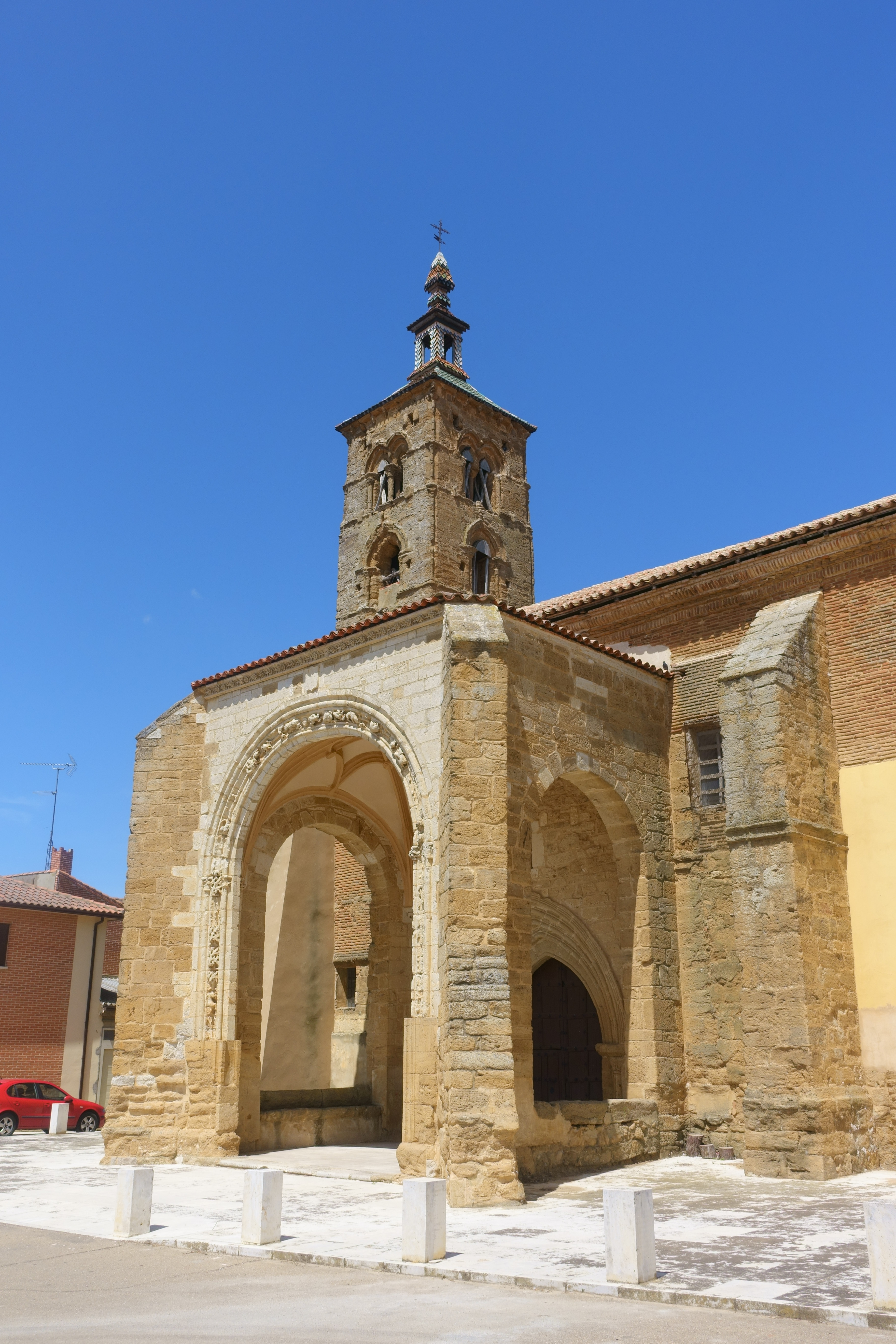
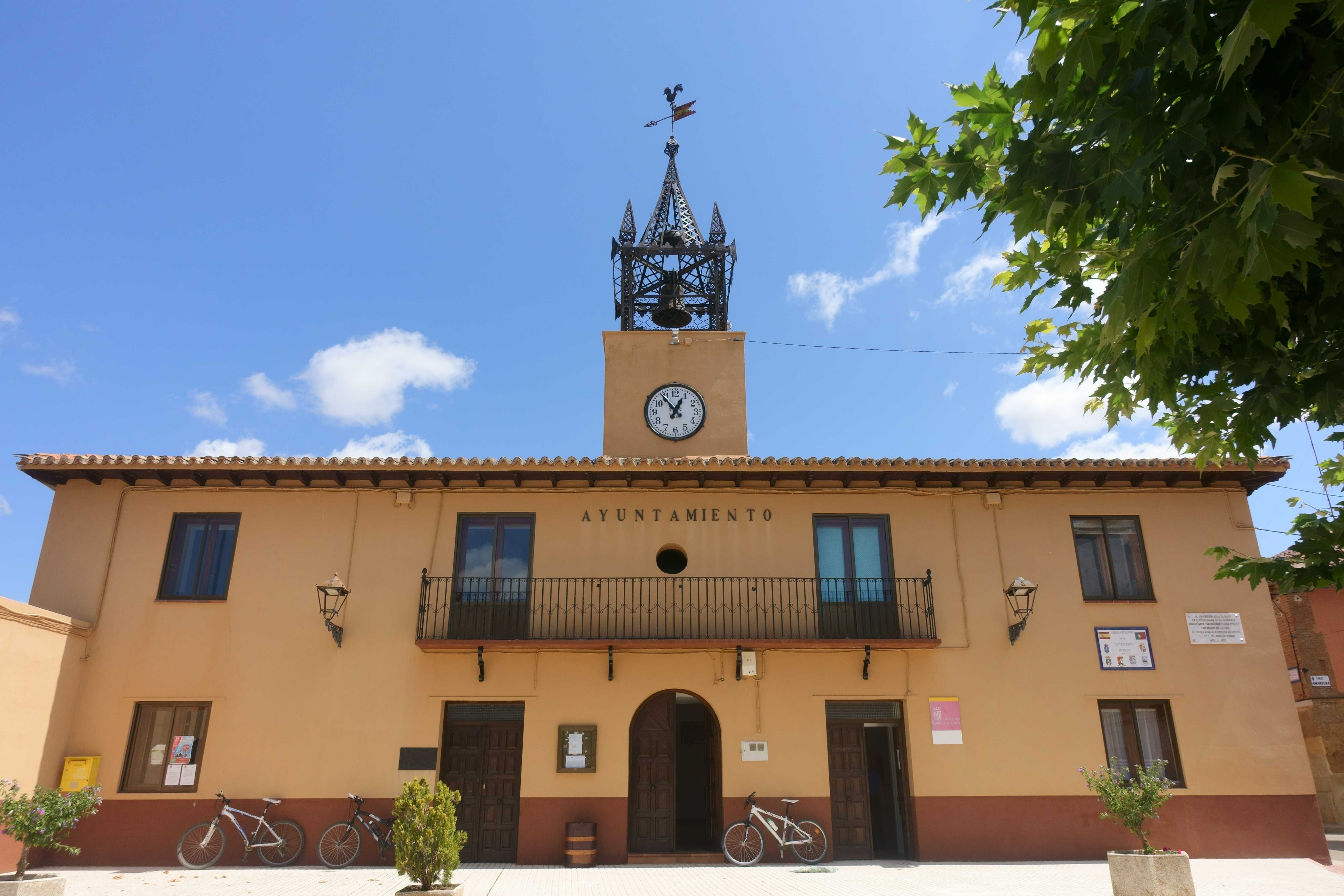
Rathaus

## Persönlichkeiten
- Diego de Ordás (1485–1532), Konquistador
- Pedro de Villagómez Vivanco (1589–1671), Bischof von Arequipa (1632–1640) und Erzbischof von Lima (1640–1671)
- Jesús Cuadrado Bausela (* 1952), Politiker (PSOE)